# Euphaedra (Euphaedrana) appositiva
La Euphaedra (Euphaedrana) appositiva es una especie de Lepidoptera de la familia Nymphalidae, subfamilia Limenitidinae, tribu Adoliadini, género Euphaedra, subgénero Euphaedrana.

## Localización
Esta especie de Lepidoptera se distribuye por Camerún (África).